# لاتون چایلز
لاتون چایلز (به انگلیسی: Lawton Chiles) سناتور سابق عضو حزب دموکرات ایالات متحده آمریکا بود. وی در سال ۱۹۷۱ تا ۱۹۸۹ میلادی سناتور ایالت فلوریدا در سنای ایالات متحده آمریکا بود.